# Olympia (album de Mireille Mathieu, 1973)
Pour les articles homonymes, voir Olympia (album de Mireille Mathieu) et Olympia.
Albums de Mireille Mathieu
C'est l'amour et la vie que je te dois
(1973) Le vent de la nuit
(1974)
Singles
1. Moi c'est la chanson
Sortie : 1973

Olympia est un album studio de la chanteuse française Mireille Mathieu sorti en 1973 sous le label Philips.

## Chansons de l'album
- Face 1

1. Moi c'est la chanson (F. Gerald/Giorgio Moroder)
2. Pour le meilleur et pour le pire (J. Drejac/Michel Legrand)
3. Il y a trop d'amour perdu (Catherine Desage/Francis Lai)
4. Raconte-moi la mer (A. Pascal/J. P. Bourtayre)
5. Si la Terre tourne encore dans 1000 ans (Y. Dessca/O. Toussaint/P. de Senneville)

- Face 2

1. Tu ne m'aimes pas (P. A. Dousset/Christian Gaubert)
2. Les moineaux de Paris (A. Pascal/Christian Bruhn)
3. Les enfants de la pluie (Y. Dessca/V. Buggy/Christian Bruhn)
4. En rang soldats de l'amour (C. Desage/Norbert Glanzberg)
5. Les feux de la Chandeleur (J. Drejac/Michel Legrand)
6. Une île tranquille (A. Pascal/Christian Bruhn)